# Гринова функција
Гринова функција G(x,x') је решење линеарне диференцијалне једначине облика:
{\displaystyle D_{x}G(x,x')=\delta (x-x'),}
где је D_x диференцијални оператор, а δ(x-x') Делта функција. Може се рећи да је Гринова функција одговор система на јединичну побуду.
Гринове функције су добиле назив по британском математичару Џорџу Грину који их је увео у математику 1830-их година. Метод Гринових функција има примењују у математици и физици при решавању разних врста диференцијалних једначина.

## Особине
Гринова функција није једнозначно одређена. За њено одређивање потребно је додати одређени гранични услов, а најчешће се наметају Дирихлеов или Нојманов гранични услов.
- Дирихлеов гранични услов захтева да Гринова функција на граници буде једнака нули. Последица оваквог захтева је да је Гринова функција симетрична по {\displaystyle {\vec {r}}} и {\displaystyle {\vec {r'}}}, тј. да је {\displaystyle G({\vec {r}},{\vec {r'}})=G({\vec {r'}},{\vec {r}}).}
- Нојманов гранични услов подразумева да је извод Гринове функције у правцу нормале једнак {\displaystyle -{\frac {4\pi }{S}}}.

## Поасонова једначина
Гринова функција за Поасонову једначину:
{\displaystyle \Delta 'G({\vec {r}},{\vec {r'}})=-4\pi \delta ^{(3)}({\vec {r}}-{\vec {r'}})}
има опште решење:
{\displaystyle G({\vec {r}},{\vec {r'}})={\frac {1}{|{\vec {r}}-{\vec {r'}}|}}+F({\vec {r}},{\vec {r'}}),}
где је {\displaystyle F({\vec {r}},{\vec {r'}})} решење хомогене диференцијалне једначине: {\displaystyle \Delta 'F({\vec {r}},{\vec {r'}})=0}

## Метод Гринових функција
Метод Гринових функција се уводи за решавање диференцијалних нехомогених једначина које су линеарне. Метод се састоји у томе да се аналогна једначина увођењем Гринове функције уместо почетне решава за јединичну побуду уместо за нехомоген део, и онда се укупно решење добија суперпозицијом, што је еквивалентно Хајгенсоновом принципу у таласима и оптици.

### Пример
Стационарна Шредингерова једначина има облик:
{\displaystyle (\Delta +k_{0}^{2})\Psi ^{(n)}({\vec {r}})=J^{(n)}({\vec {r}}),}
где је {\displaystyle J^{(n)}({\vec {r}})} позната функција.
Ова једначина се може решити методом Гринових функција. Дакле, решавамо аналогну једначину с тим што непознату функцију замењујемо Гриновом функцијом, а нехомоген део с десне стране једначине замењујемо Делта функцијом.
{\displaystyle (\Delta +k_{0}^{2})G({\vec {r}},{\vec {r'}})=\delta ({\vec {r}}-{\vec {r'}}).}
Таласна функција преко Гринове функције је изражена као:
{\displaystyle \Psi ^{(n)}({\vec {r}})=\int G({\vec {r}},{\vec {r'}})J^{(n)}({\vec {r'}})d^{3}r',}
што се може лако проверити убацивањем у почетну једначину.
Како су сви чланови у једначини са Гриновом функцијом инваријантни на транслације, то ни Гринова функција не зависи експлицитно од координата:
{\displaystyle G({\vec {r}},{\vec {r'}})=G({\vec {r}}-{\vec {r'}}),}
а једначина се може решити развојем у Фуријеов интеграл:
{\displaystyle G({\vec {r}},{\vec {r'}})=G({\vec {r}}-{\vec {r'}})={\frac {1}{(2\pi )^{3}}}\int c({\vec {k}})e^{ik({\vec {r}}-{\vec {r'}})}d^{3}k,}
где коефицијенте у развоју добијамо преко инверзног Фуријеовог интеграла.